# ء
ء(아랍어: همزة, Hamza, 함자)는 성문 폐쇄음([⁠ʔ⁠])을 표시하는 아랍 문자의 글자이다.
| 글자 모양 | 글자 모양 | 글자 모양 | 글자 모양 |
| 단독형    | 어두형    | 어중형    | 어말형    |
| ء         | (없음)    | (없음)    | (없음)    |
| --------- | --------- | --------- | --------- |

현대 아랍어 표기에서는 함자는 알리프 뿐만 아니라 와우, 야 등 다른 문자에 부가되어 표시되거나, 단독(ء)으로 사용되기도 한다. 아랍 문자를 이용하는 페르시아어 등의 다른 언어에서도 함자를 이용한 표기가 존재한다.

## 개요
'함자'의 어원인 هَمَزَ는 '뒤쫓다', '쿡찌르다', '박차를 가하다'에, 문자에 함자를 붙인다는 의미를 갖는다.
함자는 아랍 문자의 기본 28자에 포함되지 않으나, 아랍어에서 단독 음가를 표기하는데 이용되는 문자로 이용된다. 꾸란의 암송법을 위해 고안된 문자인 함자는, 아랍 문자의 아인('ayn, ع)에서 유래되었다. 아랍 글자의 원형에 해당되는 페니키아 문자와 아람 문자에서는, 성문 폐쇄음을 표기 하기 위해 알레프(()가 이용되었으며, 이는 아랍어에서 알리프 (  )) 로 이어졌다. 한편, 아랍어에서는 알리프는 성문 폐쇄음은 물론 장음을 표시하는데도 이용되었다. 이때 두 경우를 구분하기 위해, 성문 폐쇄음을 표기하기 위해 알리프 위에 함자를 붙인 형태(알리프 함자, أ)가 고안되었다.
함자는 단독으로 쓰는 경우가 적으며, 기본적으로 알리프(ا) (람(ل)과 결합한 لا 포함), 야(ي, /j/), 와우(و, /w/) 등의 글자 위 또는 아래에 붙는 형태로 쓴다. ي에 함자가 붙는 경우 ي 밑의 점 두개가 생략된다. ( ئ )
| 단독형 | 토대 글자와 함께 | 이름  | 로마자 표기 | 음가 | 역할        |
| ------ | ---------------- | ----- | ----------- | ---- | ----------- |
| ء      | أ إ لأ لإ ئ ؤ    | hamza | ʾ / ’ / ‚   | [ʔ]  | 성문 파열음 |

## 사용규칙
- 어두에 함자가 올 때는 언제나 알리프(ا)가 함께 오며, /ʔa/ /ʔi/ /ʔu/ 발음을 표시한다. 어두에 함자가 올 경우( أ ), 함자가 위에 붙으면 /a/또는 /u/의 음가를, 밑에 붙으면 (إ ) /i/의 음가를 나타낸다.
- 어중에 함자가 올 때는, أ /ʔa/, ئ /ʔi/, ؤ /ʔu/에서 처럼, 성문 파열음 뒤의 모음 음가에 해당하는 문자를 토대문자로 쓴다. 
（※ 단, 모음에 i > u > a 의 서열이 적용되는 예외 규칙이 있어, 함자 뒤에 오는 모음이 /u/ 라 하더라도, 함자 앞의 모음이 /i/ 일 경우, /i/에 해당되는 토대 문자가 온 ئ 가 된다. 또한 후속 모음이 /a/라 하더라도, 직전 모음이 /i/, /u/ 일 경우 각각의 토대 문자를 쓴 ئ 또는 ؤ 가 된다. 
 모음이 뒤에 오지 않는 (토대 문자의 모음 음가가 사라짐) 경우에는, 직전의 모음에 맞춰서 /a/ 이면 أ 로, /i/ 이면 ئ 로, /u/ 이면 ؤ 로 쓴다.
- 어말에 함자가 올 때는, 직전 모음에 맞춰서 /a/ 이면 أ 로, /i/ 이면 ئ 로, /u/ 이면 ؤ 로 쓴다.

정리하면 다음과 같다.
| 자형 (모음 기호 포함) | 자형            | 음가                       | 오는 위치                    |
| --------------------- | --------------- | -------------------------- | ---------------------------- |
| أَ-                    | أ-              | /ʔa/                       | 어두                         |
| إِ-                    | إ-              | /ʔi/                       | 어두                         |
| أُ-                    | أ-              | /ʔu/                       | 어두                         |
| -أَ- (-ئَ-) (-ؤَ-)       | -أ- (-ئ-) (-ؤ-) | /ʔa/ (/(-i)ʔa/) (/(-u)ʔa/) | 어중(후속 모음 있음)         |
| -ئِ-                   | -ئ-             | /ʔi/                       | 어중(후속 모음 있음)         |
| -ؤُ- (-ئُ-)             | -ؤ- (-ئ-)       | /ʔu/ (/(-i)ʔu/)            | 어중(후속 모음 있음)         |
| -أْ                    | -أ              | /(-a)ʔ/                    | 어중(후속 모음 없음) 및 어말 |
| -ئْ                    | -ئ              | /(-i)ʔ/                    | 어중(후속 모음 없음) 및 어말 |
| -ؤْ                    | -ؤ              | /(-u)ʔ/                    | 어중(후속 모음 없음) 및 어말 |

한편, 함자가 토대 문자 없이 단독형 ء으로 쓰는 경우도 있으나, 이는 어말의 경우 전 글자가 자음으로 끝나 직전 모음이 없는 경우, 또는 원래라면 토대 문자로 쓸 문자와 똑같은 글자 알리프(ا), 야(ي), 와우(و)가 장모음 표시 용도로 왔을 경우에 한한다.

## 함자틀 와슬라
함자에는 위의 설명과 같이 문자를 알리프, 야, 와우 혹은 단독으로 표기하는 경우인 함자틀 까뜨(hamzat qaṭ‘, همزة قطع)와, 함자 표시를 직접 표기하지 않으며 특정 상황에서 함자의 성문 폐쇄음 발음이 생략되는 함자틀 와슬라(hamzat waṣl , همزة الوصل)의 두 종류가 존재한다.
함자틀 와슬라(와슬라는 '연결됨'을 의미한다)는 알리프에 한정되어 붙는 함자 중에, 이 앞에 문자 또는 단어가 올 경우에 발음이 생략되는 현상을 칭하는 용어이다. 이때 함자의 발음이 생략됨을 표시하기 위해 알리프 위에 와슬라 기호를 붙여 ٱ와 같이 표시한다. 단, 문장의 선두에 이 함자가 올 경우 발음이 생략되지 않으며, 와슬라 기호도 표시하지 않는다.
함자틀 와슬라가 나타나는 경우는 다음과 같다.
- 정관사 ٱل
- 관계대명사 الَّذِي, الَّتِي
- 동사제1형의 명령형, 동사파생형 제7~10형의 완료형, 명령형 및 동명사
- 자음2자를 바탕으로 파생된 명사들 중 اِسْم ism, 이름[*], اِبْن ibn, 아들[*], اِبْنَة ibna, 딸[*], اِمْرُؤ imr, 남자[*], اِمْرَأَة mra, 여성[*], اِثْنَانِ ithnāni, 둘(2)[*], اِثْنَتَانِ ithnatāni, 둘(2)의 여성형[*]
- 차용어 중에 첫 자음이 알리프로 시작하는 단어 중 일부 : استديو istūdiyū, 스튜디오[*]

## 같이 보기
- 오키나 (글자)
- 아랍 문자
- 아랍어의 언어변이형

## 참고
1. ↑  黒柳恒男,飯森嘉助, 現代アラビア語入門 (1999년 3월 30일). 《発音概要》. 大学書林. ISBN 9784475018388.